# 483637 Johanstein
483637 Johanstein este o planetă minoră (asteroid) din centura de asteroizi. A fost descoperită pe 12 octombrie 2004 la Molėtų astronomijos observatorija⁠(d) de . 
Obiectul prezintă o orbită caracterizată de o semiaxă mare de 3,0899620734216 UAi, o excentricitate de 0,058186780268573, o înclinație de 9,1127602172706 ° în raport cu ecliptica.